# モワナ
モワナ（フランス語: Moynat）は、1849年に創設されたフランスの高級ブランド。トランクメーカーとして有名である。

## 来歴

### モワナの誕生とブティックの設置
1849年 パリでトランクメーカーのオクタヴィエとフランソワクーランビエによって設立された。
1869年 ポーリーンモイナと協力して、有名なコメディフランセーズの向かいのテアトルフランセ広場（現在のアンドレマルロー広場）にモワナブティックをオープンした。このブティックは、オスマンの再設計されたパリの中心部に設置した。 

### モワナ家と三世代のフランソワクーランビエ
ポーリーンモイナとメーカーファミリーのコラボレーションは、フランソワクーランビエから始まり、息子のジュールフェルディナンド、エドモンド、ルイ、モーリスと続いた。この家は、創業者の孫の指揮のもとで商業力の高さに達し、自動車の台頭から利益を得てこの新しい交通手段の文脈で設計基準になった。
この事業は1976年までクーランビエ家の手に渡った。

### 工場の建設
1907年、クレンビエ家は15代のモデル工場で建設を開始した。工場では250人以上の労働者を雇用した。そのほとんどは専門職人でありすべてのモイナットトランクを建設した。パリで初めてトランク製造に関連するすべての専門技術が1か所に集められた。

### トランクの発明
1854年 包装材料に関する最初の発明の特許を取得。ラベルはトランクと梱包箱を製造するために硬化ガッタパーチャ防水を使用した最初のものでたる。1870年にモワナは「イングリッシュトランク」または「モイナットトランク」として知られるトランクを発表。ickerのフレームにワニスキャンバスと革のトリミングで覆われた軽量構造である。製品の重量はわずか2キロで、超過手荷物料金を避けたい旅行者に非常に人気があった。
1889年 ジュールクーレンビエは軽量トランクのまったく新しいシステムを完成させ、1910年には超軽量で壊れないモデルを発明。
またモワナの家は、トランク用の一連のセキュリティメカニズムを作成。

### 世界シェア
1867年 モワナはパリでの第2版以来世界博覧会の定期的な参加者であった。1900年にパリの博覧会、1910年にブリュッセルに参加し、1911年のトリノ展で審査員に任命された。1913年にゲントで2つの金メダルと2つの特別賞を受賞した。
1925年 モワナは自動車のトランクが大成功を収めた国際芸術博覧会で記録を破り、その仲間は多数の金、銀とともに同業者からディプロムドヌールを授与された。そして、銅メダルはモイナを当時のフランスの主要なマレティア（トランクメーカー）として区別した功績の記録であった
国際博覧会へのモイナの貢献のスターピースは、若い芸術監督アンリ・ラパンがデザインした珍しい赤いモロッコの革のトランクであった。賞賛されたトランクは、Diplome d'Honneurを奪い取り、アーティストとトランクメーカーの間の有益なコラボレーションの始まりを示した。

### コラボレーション
1905年 モワナとクリエイティブディレクターのヘンリ・ラピンとコラボを始めた。ラピンは下院のロゴとモワナのモノグラムをデザインして製品カタログを図解し、普遍的および国際的な展示会で発表されたモデルを考案した。